# Martinet de nit de Malàisia
El martinet de nit de Malàisia (Gorsachius melanolophus) és una espècie d'ocell de la família dels ardèids (Ardeidae).

## Hàbitat i distribució
Habita zones pantoneses i corrents fluvials de la selva humida, al sud i est de l'Índia, sud-est de la Xina, Hainan, Taiwan i les illes Ryukyu meridionals, Sud-est Asiàtic, illes Nicobar, Sumatra, Java, Borneo i les Filipines.